# NGC 4998
NGC 4998 ist eine 14,5 mag helle Spiralgalaxie vom Hubble-Typ Sc im Sternbild der Jagdhunde am Nordsternhimmel.  Sie ist schätzungsweise 402 Millionen Lichtjahre von der Milchstraße entfernt und hat einen Durchmesser von etwa 105.000 Lj. 

Im selben Himmelsareal befindet sich u. a. die Galaxie NGC 5009.
Das Objekt wurde am 26. April 1789 von Wilhelm Herschel mit einem 18,7-Zoll-Spiegelteleskop entdeckt, der dabei nur „vF“ notierte.